# Scott Davis
Scott Davis (Santa Mônica, 27 de agosto de 1962) é um ex-tenista profissional australiano.
Scott Davis foi campeão do Australian Open em duplas, em 191.